# عبور از دلنسی
عبور از دلنسی (به انگلیسی: Crossing Delancey) فیلمی محصول سال ۱۹۸۸ و به کارگردانی جان میکلن سیلور است. در این فیلم بازیگرانی همچون ایمی اروینگ، پیتر ریجرت، یرون کرابه، سیلویا مایلز، جرج مارتین، دیوید هاید پیرس، رزماری هریس، ایمی رایت، فی گرانت، کاتلین ویلهویت، رایزل بوزیک و رج ئی. کثی ایفای نقش کرده‌اند.